# Kasplja
La Kasplja (in russo ? e in bielorusso Каспля?) è un fiume della Russia europea e della Bielorussia, affluente di sinistra della Dvina occidentale. Scorre nei rajon Smolenskij, Demidovskij e Rudnjanskij dell'oblast' di Smolensk e nel distretto di Vicebsk della regione di Vicebsk.

## Descrizione
Ha origine dal lago Kasplja sui pendii orientali dell'altopiano di Vicebsk, scorre attraverso la pianura di Suraž e sfocia nella Dvina occidentale a Suraž, insediamento di tipo urbano della regione di Vitebsk, a circa 3 km dalla foce dell'Usvjača. Ha una lunghezza di 136 km (di cui solo gli ultimi 20 km in territorio bielorusso), l'area del suo bacino è di 5 410 km². La portata media annua dell'acqua a 13 km dalla foce è di 39,6 m³/s. La larghezza della valle è di 300-400 metri, nella parte superiore raggiunge i 3 km. Il canale è tortuoso, largo 10-30 m nel tratto superiore e 40-50 m in prossimità della foce.
I maggiori affluenti sono la Gobza (lungo 95 km) e la Žerespeja (81 km) ambedue provenienti dalla destra idrografica. Il fiume attraversa la città di Demidov.

## Storia
Uno tratto alternativo della grande via di comunicazione «via variago-greca» (dal Baltico al Dneper), vasta rete di scambi commerciale che collegava la Scandinavia, la Rus' di Kiev e l'Impero bizantino, seguiva la Dvina occidentale (Daugava) e il fiume Kasplja fino al Dneper.